# Carina (dajatev)
Carina je obvezna denarna dajatev, ki se pobira za blago, ki se uvaža na določeno carinsko območje, izvaža iz njega ali pa se preko njega prevaža, carinski zavezanci pa nimajo pravice zahtevati ustrezne državne protistoritve.

## Izvor besede
Oznake za carino v več evropskih jezikih izhajajo iz latinskega izraza teloneum (dajatev), od tod izvira npr. nemška oznaka Zoll in tudi slovenski, hrvaški in srbski izraz carina, čeprav nekateri za slednji izraz podajajo sporno razlago, da gre za dajatev za carja. Sam izraz teloneum ima korenine v grškem τέλος v pomenu konec, končno plačilo.

## Zgodovinski pregled
V času pred moderno dobo je pobiranje carine pomenilo pobiranje dajatev, ki se danes imenujejo mostnine in cestnine, z vzponom modernega kapitalističnega gospodarstva in trgovinske menjave pa se je oblikovala moderna carinska služba, katere temeljna naloga je pobiranje carine kot dajatve za blago, ki se uvaža v določeno državo, izvaža iz določene države oziroma se čez določeno državo prepelje, pri čemer je bil namen pobiranja te dajatve sprva polniti proračun (fiskalna vloga), od 15. do 19. stoletja pa je prioritetna naloga postalo preusmerjanje zunanjetrgovinskih tokov, kar pomeni  poskus ovirati tujo konkurenco in pospeševati domačo gospodarsko rast.
V 19. stoletju se je mednarodna menjava naglo liberalizirala, zato je carinam ostala zgolj fiskalna vloga. Med tem, ko se je težišče carinskega dela premikalo na meje nastajajočih narodnih kapitalističnih gospodarstev, se je znotraj teh gospodarstev carina praviloma umikala, obenem se je umikala tudi znotraj meddržavnih integracijskih prostorov, na primer pri nastajanju nemškega gospodarskega prostora, kjer se je leta 1834 oblikovala carinska zveza med Prusijo, Bavarsko, Saško, Turingijo in Würtenbergom, leta 1867 pa je nastala nova nemška carinska zveza, ki je vključevala vse nemško ozemlje razen Avstrije. Razlika je nastala tudi med Združenim kraljestvom, ki je prevzelo prvenstvo v gospodarskem razvoju 19. stoletja, in ostalimi evropskimi deželami, ki so se pred britansko premočjo zaščitile s carinami. 
Začasno se je vloga carin spet okrepila v začetku 20. stoletja, po drugi svetovni vojni pa je zaradi svetovne gospodarske integracije pomen carine kot instrumenta zunanjetrgovinske politike ponovno v zatonu, razvili so se različni integracijski centri z zmanjšanimi ali ukinjenimi carinami, na primer Evropska gospodarska skupnost in kasneje Evropska unija na področju Evrope. Na svetovni ravni je bilo s prodiranjem novega liberalizma v Splošni sporazum o trgovini in carinah (GATT) vneseno neoliberalno načelo postopnega zniževanja carinskih stopenj (tako imenovana liberalizacija), na osnovi GATT-a pa je leta 1994 nastala Svetovna trgovinska organizacija (WTO), ki temu načelu še naprej ostaja naklonjena.

## Teoretično preučevanje carin
Carine skupaj s prispevki, taksami in z davki v ožjem smislu spadajo med davščine; davščine tako kot denarne kazni spadajo med redne javne dohodke, ki se od rednih dohodkov od javnega premoženja in od lastnih dohodkov državnih organov in zavodov razlikujejo v tem, da se pobirajo od javnopravnega naslova. Carine klasificiramo glede na štiri kriterije:
- kriterij gibanja blaga:
  - uvozne carine (najpogostejše)
  - izvozne carine (primerne le, če so cene na domačem trgu znatno izpod cen na svetovnem)
  - tranzitne (se praktično ne uporabljajo več)
- kriterij cilja njihove uvedbe:
  - finančne carine(polnjenje proračuna)
  - zaščitne (zaščita pred premočno konkurenco):
    - protidumpinške
    - retorzivne (povračilne)
- kriterij določanja carinske obveznosti:
  - ad valorem (glede na vrednost)
  - kvantitativne (po merski enoti; do druge svetovne vojne prevladujoče)
- kriterij višine carinske obremenitve:
  - diferencialne (uporabimo najvišje carinske stopnje)
  - preferencialne (uporabimo nižje carinske stopnje)

V državah z nizkim per capita dohodkom prevladuje kmetijska naturalna proizvodnja, take države pa imajo nerazvito statistično službo, zato enostavno pobiranje carin skupaj s trošarinami lahko predstavlja večino državnih izvedenih prihodkov. V državah v razvoju carine odigrajo predvsem zaščitno vlogo, v razvitih državah pa se vloga carin precej zmanjša, ker so takšne države bolj konkurenčne in lažje vstopajo v gospodarske integracije. V času, ko je bila Nemčija v primerjavi z Anglijo država v razvoju, lahko trdimo, da je kombinacija carin, ki so varovale nemško carinsko unijo, in novih proizvodov prinašala velike dobičke.
Ekonomisti preučujejo predvsem uvozne carine, saj so prav te najpogostejše. Po teoriji poznamo več primarnih učinkov uvoznih carin in sicer spremembo izvoznih cen v izvoznem gospodarstvu, spremembo uvoznih cen v uvoznem gospodarstvu, spremembo dohodka izvoznika in uvoznika, poleg tega pa še spremembo v količini blaga, ki prihaja iz države izvoznice v državo uvoznico. Vsi ti dejavniki so odvisni od elastičnosti ponudbe in povpraševanja: če je ponudba povsem elastična, carinsko breme pade na uvoznika, če je ponudba bolj neelastična, pa se breme deli med uvoznika in izvoznika. Najpomembnejši izvedeni učinek uvoznih carin je prerazdelitev dohodka v korist državnega proračuna.
Pristaši liberalizma se zavzemajo za odpravljanje carin, ker da povzročajo neučinkovitost in manjši narodni dohodek, ki pa da gre na račun dobička in ne na račun delavstva, pristaši protekcionizma pa trdijo, da uvozna carina povečuje narodni dohodek in izboljšuje standard delavskega razreda. Primerjalno gledano je povečanje gospodarske rasti in konkurenčnosti na osnovi ukinjanja carin znotraj gospodarskih območij vprašljive narave: v 17. stoletju, ko še ni bilo poleta industrijske revolucije, ukinitev carin med francoskimi pokrajinami sploh ni imela posebnih gospodarskih učinkov. Poleg tega pa je dolgoročna carinska politika lahko oblikovana tudi tako, da v času gospodarskega padca deluje protekcionistično (proticiklično), v času gospodarskega razcveta pa pospešuje prosto trgovino.